# Дженоа (Нью-Йорк)
Дженоа (англ. Genoa) — місто (англ. town) в США, в окрузі Каюга штату Нью-Йорк. Населення — 1815 осіб (2020).

## Демографія
Згідно з переписом 2010 року, у місті мешкало 1935 осіб у 758 домогосподарствах у складі 562 родин. Було 1003 помешкання
Расовий склад населення:
| - 94,8 % — білих - 0,6 % — корінних американців - 0,5 % — чорних або афроамериканців - 0,5 % — азіатів - 0,3 % — вихідців з тихоокеанських островів - 2,1 % — осіб інших рас |

До двох чи більше рас належало 1,4 %. Частка іспаномовних становила 3,4 % від усіх жителів.
За віковим діапазоном населення розподілялося таким чином: 20,6 % — особи молодші 18 років, 64,5 % — особи у віці 18—64 років, 14,9 % — особи у віці 65 років та старші. Медіана віку мешканця становила 42,5 року. На 100 осіб жіночої статі у місті припадало 105,6 чоловіків;  на 100 жінок у віці від 18 років та старших — 104,8 чоловіків також старших 18 років.
Середній дохід на одне домашнє господарство  становив 86 660 доларів США (медіана — 67 228), а середній дохід на одну сім'ю — 99 858 доларів (медіана — 75 809). Медіана доходів становила 50 708 доларів для чоловіків та 41 188 доларів для жінок. За межею бідності перебувало 8,7 % осіб, у тому числі 15,3 % дітей у віці до 18 років та 4,3 % осіб у віці 65 років та старших.
Цивільне працевлаштоване населення становило 919 осіб. Основні галузі зайнятості: освіта, охорона здоров'я та соціальна допомога — 32,2 %, сільське господарство, лісництво, риболовля — 13,1 %, виробництво — 11,5 %.